# Nicușor Bancu
Nicușor Silviu Bancu (phát âm tiếng Romania: [nikuˈʃor ˈsilvju ˈbaŋku]; sinh ngày 18 tháng 9 năm 1992) là một cầu thủ bóng đá người România thi đấu cho Universitatea Craiova ở vị trí tiền vệ.

## Sự nghiệp câu lạc bộ
Trong trận đấu đầu tiên cho Universitatea Craiova, tại Liga I trước CS Pandurii Târgu Jiu, Nicușor Bancu thi đấu hết trận mà không bị thay ra.
Vào ngày 29 tháng 10 năm 2014 Universitatea Craiova thi đấu ở Vòng 16 đội của Cúp bóng đá România trước FC Viitorul Constanța và trận đấu kết thúc 1-1 sau 90 phút. Trận đấu bước vào hiệp phụ và đội bóng của anh giành chiến thắng 2-1. Nicușor thi đấu hết trận đến khi bị Alin Șeroni gây chấn thương ở phút thứ 95. Cầu thủ của FC Viitorul làm vỡ xương chày của Nicusor và bị đuổi khỏi sân sau khi nhận thẻ vàng thứ hai. Anh phải nghỉ thi đấu 3-4 tháng.

## Thống kê sự nghiệp

### Quốc tế
Tính đến 21 tháng 11 năm 2022
| Đội tuyển quốc gia | Năm       | Số trận | Bàn thắng |
| ------------------ | --------- | ------- | --------- |
| România            |           |         |           |
| 2017               | 1         | 0       |           |
| 2018               | 6         | 0       |           |
| 2019               | 6         | 0       |           |
| 2020               | 4         | 0       |           |
| 2021               | 5         | 1       |           |
| 2022               | 6         | 1       |           |
| 2023               | 6         | 0       |           |
| Tổng cộng          | Tổng cộng | 34      | 2         |

Tính đến 14 tháng 11 năm 2021.
Bàn thắng và kết quả của România được để trước.
| # | Ngày                 | Địa điểm                                        | Số trận | Đối thủ       | Bàn thắng | Kết quả | Giải đấu                      |
| - | -------------------- | ----------------------------------------------- | ------- | ------------- | --------- | ------- | ----------------------------- |
| 1 | 14 tháng 11 năm 2021 | Sân vận động Rheinpark, Vaduz, Liechtenstein    | 22      | Liechtenstein | 2–0       | 2–0     | Vòng loại FIFA World Cup 2022 |
| 2 | 11 tháng 6 năm 2022  | Sân vận động Rapid-Giulești, Bucharest, România | 25      | Phần Lan      | 1–0       | 1–0     | UEFA Nations League 2022–23   |